# Hôtel Marescot de Prémare
L'hôtel Marescot de Prémare est un édifice situé à Caen, dans le département du Calvados, en France. Il est inscrit au titre des Monuments historiques.

## Localisation
Le monument est situé au no 10 de la place Saint-Sauveur, à l'angle de la place et de la rue Pémagnie. Il est situé dans le centre-ville ancien de Caen.

## Historique
En 1688, la rue Pémagnie est en partie redressée et élargie. La construction de l'hôtel est toutefois datée de la seconde moitié du XVIIIe siècle,, après qu'une ordonnance des échevins de Caen ordonne en 1735 le réaménagement de la place Saint-Sauveur.
Les façades sur cour sont inscrites au titre des monuments historiques depuis le 25 juin 1929. La salle à manger du rez-de-chaussée et ses boiseries sont inscrites le 7 avril 1975.

## Architecture
L'immeuble est bâti en pierre de Caen.
L'édifice possède de grandes arcades au rez-de-chaussée, ainsi que de fausses fenêtres sur la première travée donnant sur la rue Pémagnie.
Le décor est sobre, hormis un fronton.
Sur les photos disponibles sur la base Mérimée, on peut observer que le premier étage était doté d'un balcon filant, comme sur l'hôtel Fouet situé à proximité (20 place Saint-Sauveur).

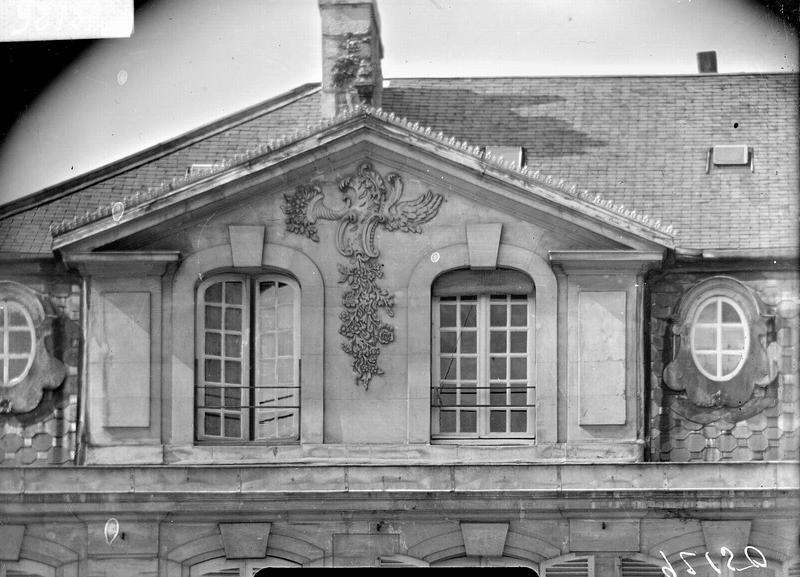
Le fronton photographié par Eugène Lefèvre-Pontalis
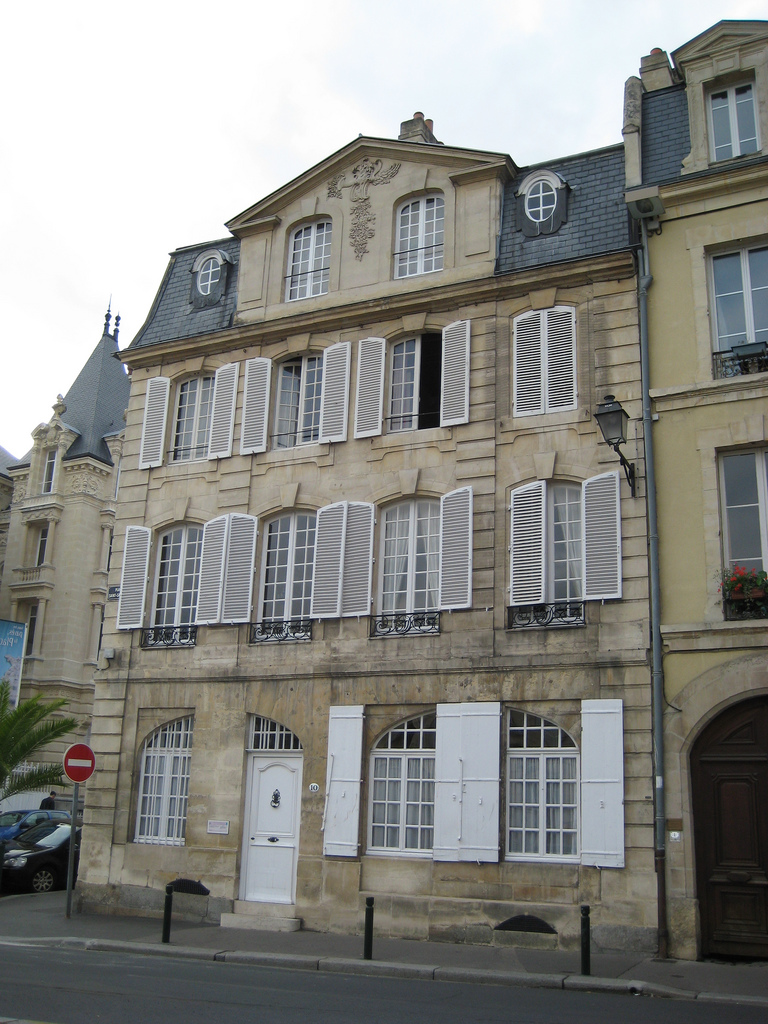